# Transition Records
Transition Records war ein US-amerikanisches Jazz-Plattenlabel, das in der zweiten Hälfte  der 1950er Jahre bestand.
Das kurzlebige Plattenlabel Transition Records wurde 1955 in Cambridge (Massachusetts) von Tom Wilson gegründet. Innerhalb von zwei Jahren erschienen auf dessen Label zehn Langspielplatten, darunter Alben von Sam Gary, Sun Ra (Jazz by Sun Ra), Donald Byrd (Byrd’s Eye View),  Cecil Taylor (Jazz Advance), Lucky Thompson (Lucky Strikes!) und Doug Watkins (Watkins at Large). Transition vertrieb auch einige Folk- und klassische Musik. Der Katalog wurde Ende der 1950er Jahre von United Artists erworben, für das Tom Wilson in dieser Zeit als Produzent arbeitete.